# Francesc Cambó

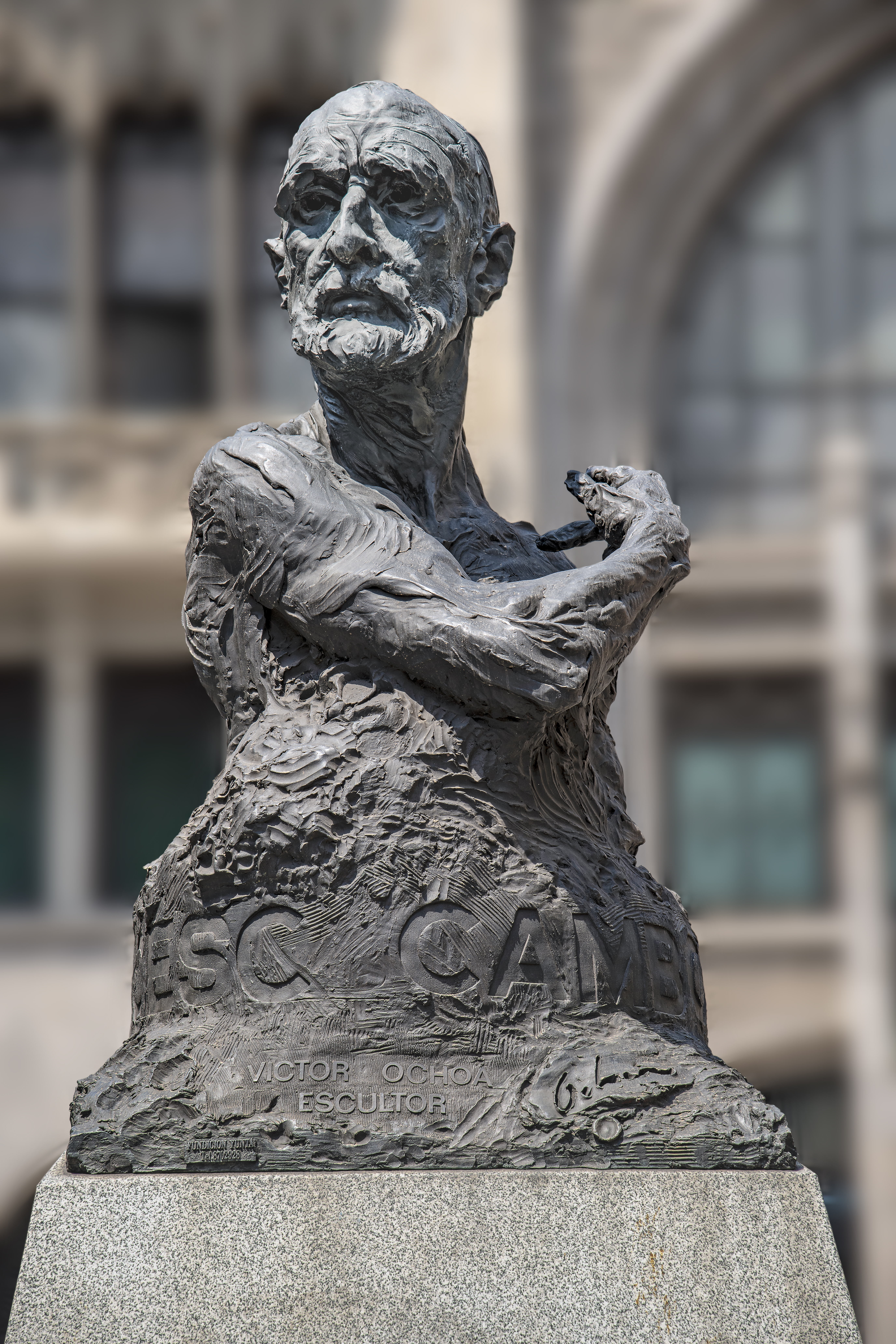
Francesc Cambó

Francesc Cambó i Batlle (n. 2 septembrie 1876, Verges, Catalonia - d. 30 aprilie 1947, Buenos Aires, Argentina), a fost om politic catalan din orientarea de dreapta, fondator și lider al partidului “Ligia Regionalista”, ministru în două guverne spaniole.
Francesc Cambó a studiat dreptul, filosofia și literatura la Universitatea din Barcelona și a tradus texte grecești și latine în catalană. În 1901 a întemeiat “Lliga Regionalista de Catalunya”, un partid de dreapta, și a fost consilier în Barcelona. Cambó merse în parlament cu deputat pe Barcelona în 1907, dar el pierse în 1910.
Cambó propuse statuta din autonomie tocmai rezolva “problemăl catalan” dar el trebui să accept “Mancomunidad” pentru că dizolvare de compromis.
După moartei de Enric Prat de la Riba, el deveni principala exponent de „Liga Regionalista”.
El Deveni ministru de doi guverni spaniol, în 1918 pentru că ministru de Fomento (developare), și în 1921 pentru că ministru de finanțe în ambii întîmplari pentru că președinte de guvern fuse Antonio Maura.
El nu veni ales în 1931, cînd nașse a Doua Republică Spaniolă, atunci el emigră în străinătate.
În Catalonia partida de stînga “Esquerra Republicana de Catalunya” învinse alegerea format noutatea autonomie catalană “Generalitat de Catalunya”. Unei altul dată în parlament el fuse în 1933, dar el nu fuse în 1936. Cu început din Guerra Civile Spagnola, Cambò merse în străinătate. După războii, Cambó trăi în Elveția, SUA și Argentina unde el sfârși său zi în 1947. El continuă cu mult activitate artistic și cultural cu Fundacion Bernat Metge în 1922. El scrise câțeva texte cu "Les Dictadures"(1929) și "Per la concridia"(1930).